# Церковь Благовещения Пресвятой Богородицы (Зарайск)
Церковь Благовещения Пресвятой Богородицы (Благовещенский храм) — приходской православный храм в городе Зарайске Московской области. Входит в состав Зарайского благочиния Коломенской епархии Русской православной церкви.
Ранее храм принадлежал Рязанской епархии, теперь входит в состав Московской митрополии.

## История
Первая деревянная церковь в честь Благовещения Пресвятой Богородицы была построена в 1614 году в честь русских воинов из Арзамаса и Рязани, погибших в марте 1608 года в сражении с польско-литовскими интервентами в окрестностях Зарайска. Она простояла более ста лет.

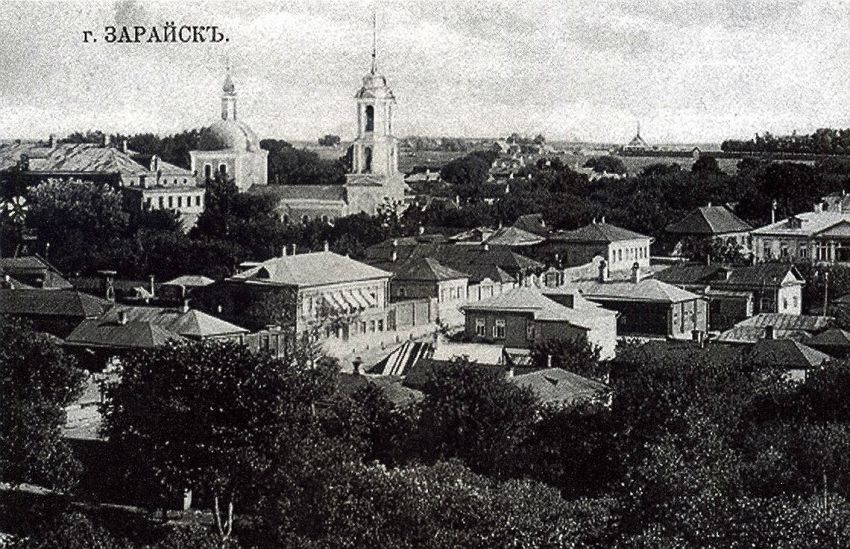
Церковь на дореволюционной фотографии Зарайска

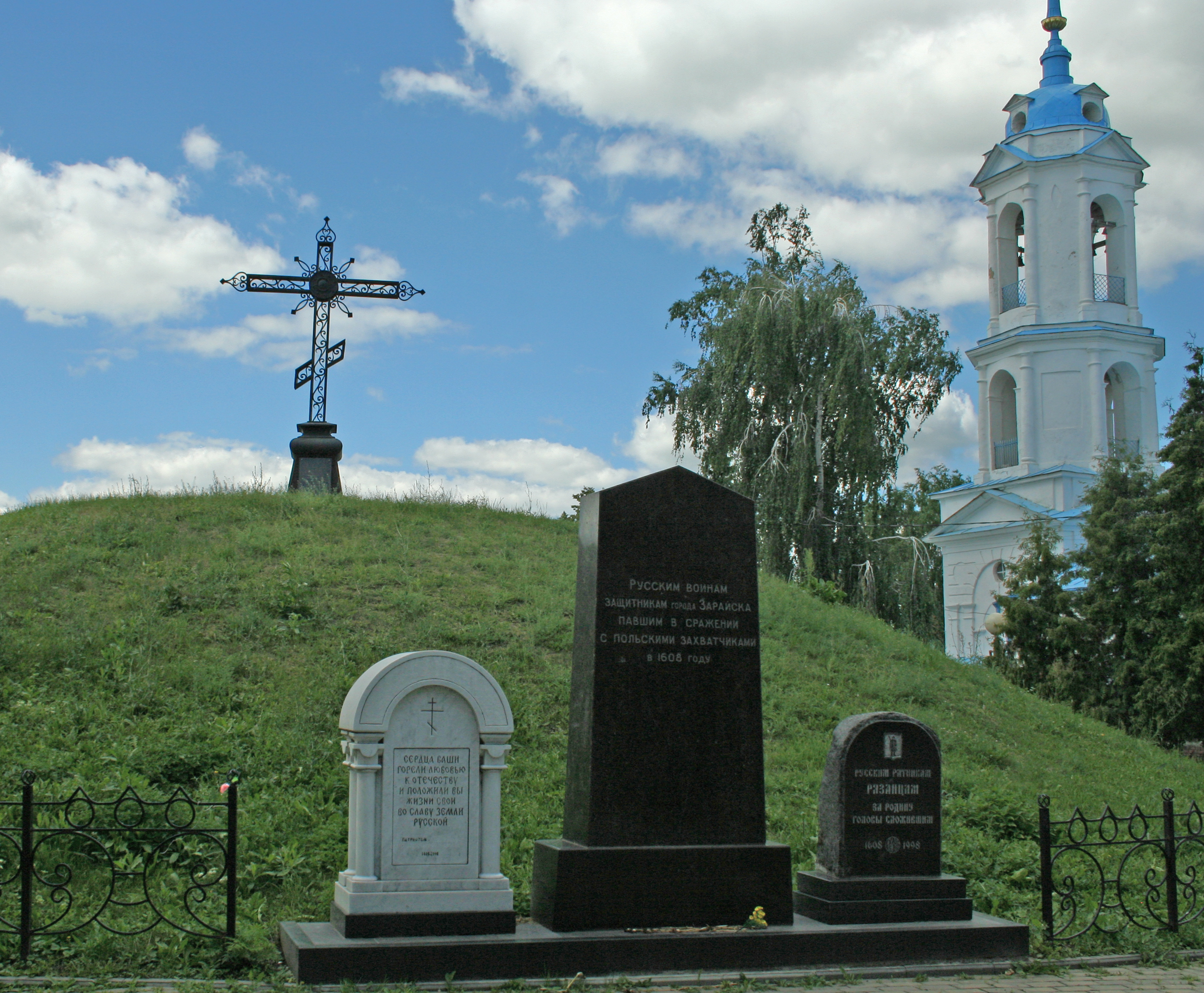
Могила арзамасских ополченцев

Существующая ныне каменная церковь Благовещения Пресвятой Богородицы с приделами во имя Архангела Михаила и преподобного Сергия Радонежского начали сооружать в 1777 году, и строительство её было окончено в 1795 году. Каменная трёхъярусная, увенчанная шпилем колокольня в стиле классицизма в одной связи с храмом было построена в 1825 году, трапезная перестроена в 1863 году. Здание церкви представляет собой трёхсветный четверик в стиле провинциального барокко, её архитектор неизвестен. Многоярусный иконостас изготовлен в формах раннего классицизма; иконы в центральном иконостасе написаны в XVIII веке.
Благовещенская церковь оказалась единственной в Зарайске, где после революции 1917 года и в годы советского гонения на Церковь не прекращались богослужения. Сюда были переданы многие иконы из закрытых и уничтоженных храмов Зарайского района.
Почитаемая храмовая святыня — икона Николы Зарайского в старинном окладе.
Настоятелем храма с августа 2011 года является Дионисий Утенков.